# Nicola Cariota Ferrara
Nicola Cariota Ferrara (Pomigliano d’Arco, 20 settembre 1907 – 11 dicembre 1972) è stato un politico e avvocato italiano.

## Biografia
Laureato in Giurisprudenza ed avvocato di professione, fu parlamentare nella sola IVª legislatura per il Partito Liberale Italiano, dove subentrò come primo dei non eletti a Guido Cortese, deceduto in carica. Fu firmatario di 26 proposte di legge e 29 interventi. Morì nel 1972.

## Incarichi
IVª Legislatura della Repubblica Italiana.
- IV Commissione giustizia. Membro dal 4 settembre 1964 al 4 giugno 1968.